# Natação nos Jogos Pan-Americanos de 1999 - 100 m livre masculino
O evento dos 100 m livre masculino nos Jogos Pan-Americanos de 1999 foi realizado em Winnipeg, Canadá, em 4 de agosto de 1999. O último campeão dos Jogos Pan-Americanos foi Gustavo Borges do Brasil.
Essa corrida consistiu em duas voltas em nado livre em piscina olímpica.

## Resultados
Todos os tempos estão em minutos e segundos.
| CHAVE: | q | Mais rápidos não-classificados | Q | Classificados | GR | Recorde dos jogos | NR | Recorde nacional | PB | Melhor marca pessoal | SB | Melhor marca na temporada |

### Eliminatórias
A primeira fase foi realizada em 4 de agosto.
| Posição | Nome             | Nação              | Tempo | Notas |
| ------- | ---------------- | ------------------ | ----- | ----- |
| 1       | Fernando Scherer | BRA Brasil         | 49.45 | Q     |
| 2       | Scott Tucker     | USA Estados Unidos | 50.10 | Q     |
| 3       | -                | -                  | -     | Q     |
| 4       | -                | -                  | -     | Q     |
| 5       | Dan Phillips     | USA Estados Unidos | 50.56 | Q     |
| 6       | -                | -                  | -     | Q     |
| 7       | -                | -                  | -     | Q     |
| 8       | -                | -                  | -     | Q     |

### Final B
A final B foi realizada em 4 de agosto.
| Posição | Nome              | Nação                     | Tempo | Notas |
| ------- | ----------------- | ------------------------- | ----- | ----- |
| 9       | Francisco Sánchez | VEN Venezuela             | 50.83 |       |
| 10      | Craig Hutchison   | CAN Canadá                | 51.33 |       |
| 11      | Luis Rojas        | VEN Venezuela             | 51.72 |       |
| 12      | Felipe Delgado    | ECU Equador               | 51.75 |       |
| 13      | Chris Murray      | BAH Bahamas               | 51.97 |       |
| 14      | Howard Hinds      | AHO Antilhas Neerlandesas | 52.58 |       |
| 15      | Luiz López        | PER Peru                  | 52.82 |       |
| 16      | Fernando Jácome   | COL Colômbia              | 53.19 |       |

### Final A
A final A foi realizada em 4 de agosto.
| Posição           | Nome             | Nação              | Tempo | Notas |
| ----------------- | ---------------- | ------------------ | ----- | ----- |
| Medalha de ouro   | Fernando Scherer | BRA Brasil         | 49.19 | GR    |
| Medalha de prata  | José Meolans     | ARG Argentina      | 49.94 |       |
| Medalha de bronze | Gustavo Borges   | BRA Brasil         | 50.10 |       |
| 4                 | Scott Tucker     | USA Estados Unidos | 50.15 |       |
| 5                 | Ricardo Busquets | PUR Porto Rico     | 50.40 |       |
| 6                 | Marcos Hernández | CUB Cuba           | 50.52 |       |
| 7                 | Dan Phillips     | USA Estados Unidos | 50.71 |       |
| 8                 | Yannick Lupien   | CAN Canadá         | 50.73 |       |